# Rolê do bote
 (décembre 2022).
Si vous disposez d'ouvrages ou d'articles de référence ou si vous connaissez des sites web de qualité traitant du thème abordé ici, merci de compléter l'article en donnant les références utiles à sa vérifiabilité et en les liant à la section « Notes et références ».
Le rolê do bote (sortie/enroulé de l'attaque du serpent) est un mouvement de déplacement en capoeira qui consiste à tourner sur soi-même à partir du bote en pivotant vers l'arrière de manière à "défaire" le nœud formé par la jambe pour arriver le plus souvent en negativa.

## Technique
- À partir du bote, on pose la main qui protège le visage derrière soi, en restant le plus proche possible du sol.
- On pose ensuite l'autre bras derrière, en prenant appui au sol sur le pied était enroulé.
- On continue la rotation jusqu'à ce qu'on se retrouve de nouveau face à l'adversaire (en negativa, en esquiva, ou pour enchaîner sur un autre déplacement).

## Rolê do bote invertido
Le rolê do bote invertido (rolê do bote inversé) est le même mouvement dans le sens inverse: à partir de la position de negativa, on pivote dans le sens inverse du rolê normal sans bouger les pieds du sol jusqu'à se retrouver en bote.